# Воронько, Платон Никитович
Плато́н Ники́тович Воронько́ (18 ноября [1 декабря] 1913, Чернетчина, Харьковская губерния — 10 августа 1988, Киев) — украинский советский поэт. Лауреат Сталинской премии 3-й степени (1951).

## Биография
Родился 18 ноября (1 декабря) 1913 года в селе Чернетчина (ныне Ахтырского района Сумской области Украины). Отец был кузнецом, дед — кобзарём.
С 10-летнего возраста воспитывался в Ахтырском детгородке, где и окончил школу-семилетку.
В 1932 году окончил автотехникум и весной того же года по путёвке ЦК комсомола уехал в Таджикистан на Вахшское строительство. Там же начал писать свои первые стихи. В 1935—1937 годах служил в РККА. В 1938—1941 годах учился в Московском литературном институте имени М. Горького. Добровольцем ушёл на советско-финляндскую войну 1939—1940 годов. Был бойцом лыжного батальона, командовал группой, действовавшей во вражеском тылу.
В годы Великой Отечественной войны воевал в истребительном батальоне, затем с мая 1943 года — в партизанском соединении С. А. Ковпака. Командовал группой минёров-подрывников, затем Олевским партизанским отрядом. Член ВКП(б) с 1943 года. Участвовал в Карпатском рейде. Зимой 1944 года он был тяжело ранен; на санях через линию фронта его доставили в Киев.
В 1945—1946 годах работал в редакции журнала «Дніпро». Участвовал в работе Всемирной конференции демократической молодёжи в Лондоне. В 1947—1948 годах был ответственным секретарём комиссии по работе с молодыми авторами Союза писателей СССР. Поэт был также избран членом правления президиума Союза писателей УССР. В 1950 году избран депутатом Киевского городского совета депутатов трудящихся и членом правления и президиума Союза писателей УССР. Депутат Верховного Совета УССР 10—11 созывов.
Умер 10 августа 1988 года. Похоронен в Киеве на Байковом кладбище.

## Творчество
В 1946 году в Киеве была опубликована повесть «Партизанский генерал Руднев» «Мой мир», «Доброе утро» (1950), «Славен мир» (1950), «Дорогие друзья» (1959), «Во имя воли твоей» (1974), «Быстрина» (1983) и др. Стихи Воронько посвящены партизанам, молодёжи, борьбе за мир, дружбе народов, социалистическому строительству. Им присущи жизнеутверждающие интонации, яркий национальный колорит. Многие из них стали массовыми песнями («Комсомольцы, вперёд!», «Конь вороной» и др.). Поэт писал также стихи для детей. Большое место в творчестве поэта занимают стихи для детей: «Наше счастье», «К Сталину», «Четыре ветра», «Цветущий край», «Твоя книжка» и другие.

## Награды
- Сталинская премия 3-й степени (1951) — за сборники стихов «Доброе утро» и «Славен мир»;
- дважды орден Ленина (10.12.1973; 16.11.1984);
- орден Красного Знамени;
- орден Отечественной войны 1-й степени (11.03.1985);
- орден Отечественной войны 2-й степени;
- трижды орден Трудового Красного Знамени (24.11.1960; 30.11.1963; 28.10.1967);
- медаль «Партизану Отечественной войны» 1-й степени;
- медаль «За оборону Москвы»;
- другие медали;
- Государственная премия УССР имени Т. Г. Шевченко (1972) — за книгу «Паводок»;
- премия Ленинского комсомола Украины имени Н. А. Островского (1962) — за сборник стихов «Дорогие друзья» (1959);
- премия имени Леси Украинки (1976) — за сборники стихов «Всем по семь», «Читаночка», «Снежная звёздочка горит», «Облетал журавль».